# Коммунаровка (Донецкая область)
Коммуна́ровка (укр. Комунарівка) / Сарабаш (укр. Сарабаш) — село на Украине, в Старобешевском районе Донецкой области. Находится под контролем самопровозглашённой Донецкой Народной Республики.

## География

#### Соседние населённые пункты по странам света
С: Червоное, Любовка
СЗ: Петровское
СВ: Новобешево
З: город Докучаевск
В: Песчаное
ЮЗ: —
ЮВ: Стыла, Зерновое
Ю: —

## История
12 мая 2016 года Верховная Рада Украины присвоила селу название Сарабаш в рамках кампании по декоммунизации на Украине. Переименование не было признано властями самопровозглашенной ДНР.

## Население
Население по переписи 2001 года составляло 1008 человек.

## Общие сведения
Код КОАТУУ — 1424581201. Почтовый индекс — 87220. Телефонный код — 6253.

## Адрес местного совета
87220, Донецкая область, Старобешевский р-н, с. Коммунаровка, ул. Октябрьская, 3